# (53311) Deucalion
(53311) Deucalion, denominació provisional 1999 HU11, és un objecte clàssic cinturó de Kuiper. Va ser descobert el 18 d'abril de 1999 gràcies al programa Deep Ecliptic Survey des de l'observatori de Kitt Peak d'Arizona. Va rebre el nom de Deucalió, de la mitologia grega.

## Òrbita
(53311) Deucalion orbita el Sol a una distancia d'entre 41,4 i 47,4 UA un cop cada 295 anys i 10 mesos (108.044 dies; eix semimajor de 44,4 UA). La seva òrbita té una excentricitat de 0,07 i una inclinació de 0 ° respecte a l'eclíptica. L'arc d'observació del cos va començar sis dies abans de la seva observació oficial del seu descobriment l'abril de 1999.
És un cubewano del cinturó de Kuiper clàssic, situat entre les poblacions ressonants de plutins i twotins i amb una òrbita amb una excentricitat baixa. Amb una inclinació molt petita (0,3 °), significativament inferior a 4-7 °, l'objecte pertany a la població freda més que a la població calenta "agitada".

## Nom
El seu nom ve de Deucalió, fill de Prometeu. Ell i la seva dona Pyrrha van ser els únics que van sobreviure al gran diluvi ("la inundació de Deucalion") provocat per Zeus. La menció oficial del nom va ser publicada pel Minor Planet Center el 14 de juny de 2003 (M.P.C. 49102).

## Característiques físiques
L'arxiu de Johnston n'ha calculat el diàmetre en 212 quilòmetres, basant-se en una suposada albedo de 0,09, mentre que l'astrònom americà Michael Brown, n'ha calculat un diàmetre de 131 quilòmetres, utilitzant una albedo estimada de 0,20 i una magnitud absoluta de 6,6.
Al seu lloc web, Brown enumera aquest objecte ja no com a candidat a planeta nan en el seu sistema taxonòmic de classe 5. Fins al 2018, no se n'havien pogut obtenir índexs de tipus espectral i color, ni tampoc una corva de llum a partir d'observacions espectroscòpiques i fotomètriques. Es desconeix per tant el seu color, període de rotació, pol i la forma.